# Daichi Miura
 (novembre 2021).
Si vous disposez d'ouvrages ou d'articles de référence ou si vous connaissez des sites web de qualité traitant du thème abordé ici, merci de compléter l'article en donnant les références utiles à sa vérifiabilité et en les liant à la section « Notes et références ».
Pour les articles homonymes, voir Miura (homonymie).
Daichi Miura (三浦 大知, Miura Daichi), né le 24 août 1987, est un chanteur japonais, qui débute en 1997, à 9 ans, en tant que chanteur principal du groupe de J-pop mixte Folder sur le label avex trax, jusqu'à sa séparation en 2000. Il entame une carrière en solo en 2005 sur le label affilié Sonic Groove. 

## Discographie

### Singles
- Keep It Going' On (2005)
- Free Style (2005)
- Southern Cross (2005)
- No Limit featuring 宇多丸 (from Rhymester) (2006)
- Flag (2007)
- Inside Your Head (2008)
- Your Love feat. Kreva (2009)
- Delete My Memories (2009)
- The Answer (2010)
- Lullaby (2010)
- Turn Off The Light (2011)
- Two Hearts (2012)
- Right Now/Voice (2012)
- Gi for it (2013)
- Anchor (2014)
- ふれあうだけで ~Always with You~/It's the right time (2014)
- Unlock (2015)
- music (2015)
- Cry & Fight (2016)
- (Re)Play (2016)
- Excite (2017)
- U (2017)
- Heart Up (2018)
- Be Myself (2018)
- Blizzard (2018)
- Corner (2019)
- Colorless (2019)
- I'm Here (2020)
- Yours (2020)
- ねがいぼし (2020)
- Antelope  (2020)
- Backwards (2021)
- キャンディ (2021)
- 新呼吸 (2021)

### Albums
- D-Rock with U (2006)
- Who's The Man (2009)
- D.M. (2011)
- The Entertainer (2013)
- Fever (2015)
- Hit (2017)
- Best (2018)